# Sabunçu
Sabunçu est une ville d'Azerbaïdjan de plus de 20 000 habitants, à proximité de Bakou et de l'aéroport international Heydar Aliyev de Bakou.

## Histoire
Jusqu'au début du XXe siècle, la région de Sabunçu produisait 35% du pétrole de Bakou. C'était également l'endroit où le premier système ferroviaire électrifié Bakou- Sabunçu en URSS, construit par Chingiz Ildyrym en 1924, a été établi.

## Géographie
La ville, siège du raion de Sabunçu, est située dans la banlieue nord-est de la ville de Bakou et fait partie de sa zone métropolitaine. Il est à 12 km de l'aéroport international de Bakou "Heydar Aliyev".

## Natifs notables
- Nikolaï Baïbakov - Commissaire populaire de l'industrie pétrolière de l'URSS (1944-1946), ministre du Pétrole de l'URSS (1948-1955), héros du travail socialiste[1].
- Richard Sorge - l'un des officiers de renseignement soviétiques les plus connus de la Seconde Guerre mondiale, héros de l'Union soviétique[2].